# Route nationale 566
Pour les articles homonymes, voir Route 565.
La route nationale 566 ou RN 566 était une route nationale française reliant l'Escarène à Menton. À la suite de la réforme de 1972, elle a été déclassée en RD 2566.
Cette numérotation fut attribuée à l'accès côté français du tunnel du Fréjus entre 1980 et 1996 avant absorption par l'autoroute A43. Mais en 2000, la partie dans le tunnel a pris l'appellation RN 543.
Elle débutait à Freney sur la RN 6 et sa longueur était de 4 km mais demeure aménagée en 3 voies.

## Ancien tracé de l'Escarène à Menton (D 2566)
- L'Escarène (km 0)
- Lucéram (km 6)
- Col saint-Roch (km 12)
- La Cabanette (km 17)
- Peïra-Cava, commune de Lucéram (km 20)
- Col de Turini (km 27)
- Moulinet (km 39)
- Sospel (km 51)
- Col de Castillon (km 58)
- Castillon (km 61)
- Menton (km 74)